# Franco Zeffirelli
Franco Zeffirelli, pseudonimo di Gian Franco Corsi (Firenze, 12 febbraio 1923 – Roma, 15 giugno 2019), è stato un regista, sceneggiatore, scenografo e politico italiano.

## Biografia
Nacque da una relazione extraconiugale di Ottorino Corsi, un commerciante di stoffe originario di Vinci, con la fiorentina Alaide Garosi Cipriani; siccome all'epoca i figli nati fuori dal matrimonio non potevano assumere il cognome di nessuno dei genitori, la madre lo fece registrare all'anagrafe con l'immaginario cognome Zeffirelli, da lei inventato pensando agli "zeffiretti" cantati da Ilia nell'Idomeneo di Mozart. Cambiò legalmente cognome, adottando quello paterno, all'età di 19 anni, quando il padre lo riconobbe, e in seguito, anche sul passaporto, fece aggiungere "in arte Zeffirelli"; il suo nome d'arte è quindi, in realtà, quello che fu il suo primo nominativo anagrafico. Ebbe un'infanzia difficile, dovuta alla mancanza di una figura paterna e alla prematura scomparsa della madre. Giorgio La Pira fu suo istitutore ai tempi del collegio nel convento di San Marco a Firenze, e dopo aver frequentato l'Accademia di Belle Arti a Firenze, esordì come scenografo nel secondo dopoguerra, curando una messa in scena di Troilo e Cressida diretta da Luchino Visconti.
Compì, insieme con Francesco Rosi, le prime esperienze nel cinema come aiuto regista dello stesso Visconti in La terra trema e in Senso, nonché di Antonio Pietrangeli ne Il sole negli occhi (1953). Nel 1953 curò bozzetti e figurini per L'italiana in Algeri per la regia di Corrado Pavolini al Teatro alla Scala di Milano. Negli anni cinquanta esordì come regista sia in teatro sia al cinema.
Al Teatro alla Scala nel 1954 curò la regia di La Cenerentola e di L'elisir d'amore, nel 1955 Il turco in Italia portata anche in trasferta nel 1957 al King's Theatre di Edimburgo, nel 1957 La Cecchina, ossia La buona figliuola, nel 1958 Mignon e nel 1959 Don Pasquale, al Teatro Verdi di Trieste nel 1958 Manon Lescaut e al Royal Opera House, Covent Garden di Londra nel 1959 Lucia di Lammermoor portata anche in trasferta al King's Theatre di Edimburgo nel 1961, Cavalleria rusticana e Pagliacci. Sul grande schermo esordì con Camping (1957), una commedia di ambiente giovanile. Ancora al Covent Garden nel 1960 disegnò i costumi di Joan Sutherland per La traviata.
Ancora al Teatro alla Scala nel 1960 curò la regia de Le astuzie femminili e di Lo frate 'nnamorato, nel 1963 La bohème e Aida, nel 1964 La traviata, al Teatro La Fenice di Venezia nel 1960 Alcina e nel 1961 Lucia di Lammermoor, a Trieste nel 1961 Rigoletto e nel 1967 Falstaff, al Glyndebourne Festival Opera nel 1961 L'elisir d'amore, a Londra nel 1961 Falstaff, nel 1962 Don Giovanni e Alcina e nel 1964 Tosca, Rigoletto e I puritani, al Wiener Staatsoper nel 1963 La bohème (che fino al 2014 va in scena 410 volte) e al Metropolitan Opera House di New York nel 1964 Falstaff e nel 1966 la prima assoluta di Antony and Cleopatra di Samuel Barber di cui è anche il librettista.

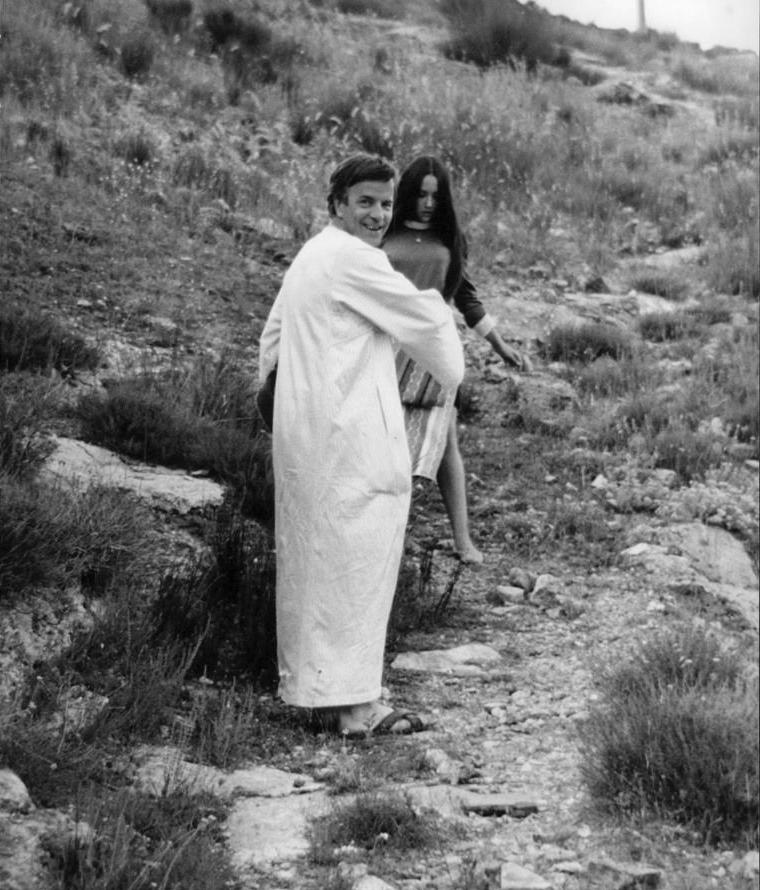
Franco Zeffirelli e Olivia Hussey durante le riprese di Romeo e Giulietta

Verso la fine degli anni sessanta si impose all'attenzione internazionale in campo cinematografico grazie a due trasposizioni shakespeariane: La bisbetica domata (1967) e Romeo e Giulietta (1968). Nel 1966 realizzò un documentario sull'alluvione di Firenze intitolato Per Firenze. Negli anni sessanta Zeffirelli diresse alcuni spettacoli memorabili nella storia del teatro italiano, come l'Amleto con Giorgio Albertazzi, recitato anche a Londra in occasione delle celebrazioni shakespeariane nel quattrocentesimo anniversario della nascita del grande drammaturgo (1964), Chi ha paura di Virginia Woolf?, con Enrico Maria Salerno e Sarah Ferrati, La lupa di Giovanni Verga con Anna Magnani.
Ancora al Metropolitan nel 1970 curò la regia di Cavalleria rusticana e nel 1972 Otello, alla Scala nel 1972 Un ballo in maschera e nel 1976 Otello, a Vienna nel 1972 Don Giovanni e nel 1978 Carmen e al Grand Théâtre di Ginevra nel 1978 La Fille du Regiment. Nel 1971 diresse Fratello sole, sorella luna, una poetica rievocazione della vita di Francesco d'Assisi, con la colonna sonora di Riz Ortolani. Scenografo e allievo di Luchino Visconti, le sue opere furono sempre accurate nelle ricostruzioni di ambiente, e scelse sempre soggetti di forte impatto emotivo sul pubblico.
Nel dicembre del 1974 curò la regia televisiva in mondovisione della cerimonia di apertura dell'Anno Santo. Nel gennaio del 1976 tornò a collaborare col Teatro alla Scala di Milano, allestendo ancora una volta la sua celebre Aida, diretta da Thomas Schippers e con Montserrat Caballé e Carlo Bergonzi come protagonisti. Il 7 dicembre 1976 firmò regia e scene di una storica edizione di Otello di Giuseppe Verdi che inaugurò la stagione lirica del Teatro alla Scala di Milano, con la direzione di Carlos Kleiber e protagonisti Plácido Domingo, Mirella Freni e Piero Cappuccilli. L'opera venne, per la prima volta, trasmessa in diretta dalla Rai.
Dopo il successo del film televisivo Gesù di Nazareth (1977), una co-produzione internazionale sulla vita di Gesù; realizzò, tra gli altri, Il campione (1979), Amore senza fine (1981), Il giovane Toscanini (1988). Nel 1990 tornò a Shakespeare con un nuovo adattamento cinematografico di Amleto. Nel 1981 curò la regia di Cavalleria rusticana e di Pagliacci alla Scala, 1983 mise in scena Turandot di Giacomo Puccini al Teatro alla Scala, e Sei personaggi in cerca d'autore di Luigi Pirandello e nel 1985 Il lago dei cigni alla Scala, al Metropolitan nel 1981 La bohème, nel 1985 Tosca, nel 1987 Turandot e nel 1989 La traviata, all'Opéra National de Paris nel 1986 La traviata e a Trieste nel 1987 La figlia del reggimento.
Ancora al Met nel 1990 curò la regia di Don Giovanni e nel 1996 Carmen e alla Scala nel 1992 Don Carlo e nel 1996 La Fille du Regiment. Nel 1993 tornò al cinema con Storia di una capinera, da Giovanni Verga.
Nel 1994 fu eletto senatore della repubblica nelle liste di Forza Italia della circoscrizione Catania e confermato con la sua rielezione nel 1996. Con Forza Italia si candida anche alle elezioni europee del 1999, senza risultare eletto. Conclude la sua esperienza parlamentare nel 2001.
Allestì all'Arena di Verona, nel 1995 Carmen di Georges Bizet ripresa poi nel 1996 e 1997, 1999, 2002 e 2003, 2006, dal 2008 al 2010, 2012, 2014 e nel 2016; nel 2001 Il trovatore con Salvatore Licitra e Fiorenza Cedolins,opera andata in scena anche nel 2002, 2004, 2010, 2013 e 2016, nel 2002 Aida di Giuseppe Verdi con Fiorenza Cedolins, riproposta dal 2003 al 2006, 2010 e 2015; nel 2004 Madama Butterfly sempre protagonista Fiorenza Cedolins andata in scena anche nel 2006, 2010, 2014 e 2017, nel 2010 Turandot di Giacomo Puccini, ripresa nel 2012, 2014 e 2016; nel 2012 Don Giovanni di Wolfgang Amadeus Mozart realizzata anche nel 2015. Nel 2018 firma l’accordo per la regia di Rigoletto alla Royal Opera House di Muscat, in Oman, che nel 2010 era stata inaugurata con l’allestimento da lui firmato di Turandot. Rigoletto, previsto per il 2020, fu realizzato postumo nel gennaio del 2022, divenendo così l’ultimo lavoro del maestro. Nel 2019 firma la sua ultima regia, ovvero La Traviata di Giuseppe Verdi, che però non vedrà mai in scena: scompare infatti il sabato precedente alla Prima del 21 giugno 2019. Per l'occasione, la serata è stata trasmessa in diretta su Rai 1, alla presenza del Presidente della Repubblica Sergio Mattarella.
Tra il 1996 e il 1999 diresse i film Jane Eyre e Un tè con Mussolini, quest'ultimo parzialmente autobiografico. Nel dicembre 1999, tornò a dirigere le riprese televisive della cerimonia di apertura dell'Anno Santo. Nel 2002 sempre per il grande schermo, realizzò Callas Forever, liberamente ispirato alla vita di Maria Callas. Ancora per il Metropolitan nel 2002 cura la regia de Il barbiere di Siviglia al Cunningham Park. Fino al 2014 sono oltre 800 gli spettacoli con la sua regia andati in scena al Met.
Il 24 novembre 2004 la regina Elisabetta II lo nominò Cavaliere Commendatore dell'Ordine dell'Impero Britannico (KCBE). Nel 2006 curò il suo quinto allestimento dell'Aida interpretata da Violeta Urmana per l'inaugurazione del Teatro alla Scala. Dal 21 aprile a 3 maggio 2007 andò in scena il suo nuovo allestimento de La traviata di Giuseppe Verdi per il Teatro dell'Opera di Roma, con direzione d'orchestra Gianluigi Gelmetti, soprano Angela Gheorghiu, baritono Renato Bruson, tenore Vittorio Grigolo. La prima dello spettacolo del 21 aprile è stata trasmessa in diretta in ventidue sale cinematografiche. Al Teatro Filarmonico di Verona esordisce nel 2012 con Pagliacci.
Franco Zeffirelli muore la mattina del 15 giugno 2019 nella sua villa sull'Appia Antica a Roma, quattro mesi dopo il novantaseiesimo compleanno. Riportato nella sua Firenze, in seguito ai solenni funerali celebrati il 18 giugno dal cardinale Giuseppe Betori nella cattedrale di Santa Maria del Fiore, il regista, come da sua espressa volontà, è stato cremato e le sue ceneri sono state tumulate nella cappella di famiglia nel cimitero delle Porte Sante, cimitero monumentale ubicato a Firenze.
Nel febbraio 2023 Poste Italiane e il Ministero delle Imprese e del Made in Italy, dedicano un francobollo ordinario appartenente alla serie tematica “le Eccellenze italiane dello spettacolo” a Franco Zeffirelli, rappresentante un ritratto del Maestro in primo piano su due bozzetti realizzati dallo stesso regista per alcune opere teatrali. Fra le grandi celebrazione in onore dei 100 anni dalla nascita di Zeffirelli: il passaggio delle Frecce Tricolori su Firenze, la dedica di un Belvedere presso il Piazzale Michelangelo di Firenze e la realizzazione di un documentario breve che racconta la vita del regista prodotto dalla Fondazione Zeffirell ed Istituto Luce con la supervisione artistica di Pippo Zeffirelli, la regia di Matteo Mascotto e la produzione esecutiva di Matteo Cichero.

### Vita privata

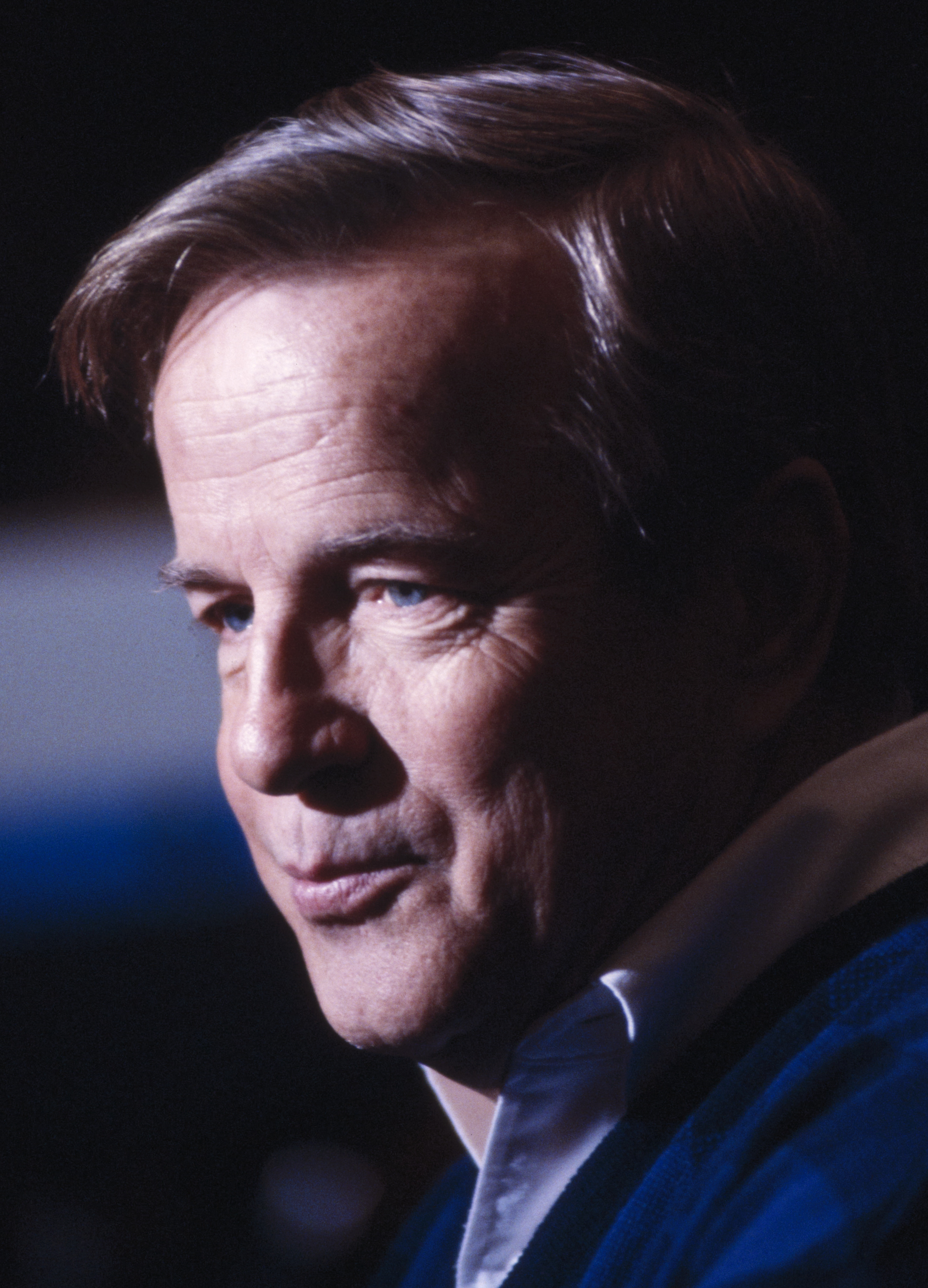
Franco Zeffirelli nel 1972

Franco Zeffirelli era dichiaratamente cattolico praticante ed omosessuale; aveva due figli adottivi, Giuseppe (detto Pippo) e Luciano. Afferiva politicamente all'area di pensiero legata al mondo liberale e anticomunista. Nella metà degli anni novanta aderì alla coalizione di centro-destra del Polo delle Libertà e del Buon Governo, per il quale fu senatore per sette anni nelle file di Forza Italia nella XII e XIII legislatura dal 1994 al 2001. Fu molto amico di Silvio Berlusconi, il quale nel 2001 gli evitò lo sfratto da Villa Grande (anche detta "Villa Zeffirelli", ove risiedeva in affitto da diversi decenni), la sua prestigiosa dimora tra l'Appia Antica e l'Appia Pignatelli, a rischio pignoramento a causa di un'ipoteca causata dai precedenti proprietari: il "Cavaliere" acquistò la dimora tramite una sua società e la lasciò in uso al regista per il resto dei suoi giorni. Dopo la scomparsa di Zeffirelli, Berlusconi ha adottato Villa Grande quale sua residenza romana.
Pur appartenendo alla comunità LGBT, disse di non apprezzare il cosiddetto «movimento gay», in quanto per lui il concetto dell'omosessualità era strettamente collegato al filone culturale ellenico-latino; dichiarò infatti che «l'omosessuale non è uno che sculetta e si trucca. È la Grecia, è Roma. È una virilità creativa». Zeffirelli ha anche asserito di non ritenere la sua omosessualità in conflitto con la sua profonda fede cristiana, pensando che il peccato della carne non dipenda dall'orientamento sessuale.
Negli anni cinquanta ebbe un lungo e travagliato rapporto con l'aristocratico regista Luchino Visconti, da taluni definito come uno fra i primi registi del Neorealismo italiano. I due convissero per diversi anni nella villa di Visconti sulla via Salaria nella città di Roma.
Zeffirelli è sempre stato un grande tifoso della squadra calcistica della Fiorentina ed ha talora assunto atteggiamenti polemici nei confronti della Juventus, con la quale la tifoseria viola nutre una rivalità particolarmente accesa. Nel 2002 inoltre fu ad un passo dal diventare presidente della società gigliata, nel frattempo fallita, che avrebbe dovuto prendere la denominazione di "Fiorentina 1926", ma alla fine il progetto non ebbe una conclusione.
In seguito ad una ricerca genealogica, condotta dai due studiosi di Leonardo da Vinci Alessandro Vezzosi e Agnese Sabato, è stato riscontrato che Zeffirelli era diretto discendente del nucleo familiare del genio vinciano: secondo tale ricerca, la famiglia Corsi si imparentò con la famiglia Da Vinci nel 1794, in seguito al matrimonio fra Michelangelo di Tommaso Corsi e Teresa Alessandra Giovanna di Ser Antonio Giuseppe Da Vinci, diretta discendente di Ser Piero, padre di Leonardo.

## Stile cinematografico
Tra i più famosi registi italiani nel mondo (i suoi film sono quasi tutti produzioni internazionali), Franco Zeffirelli come regista cinematografico si caratterizza per l'eleganza formale e l'attenzione per il melodramma e le storie d'amore, sviluppate con senso dello spettacolo e gusto figurativo prezioso, non esente tuttavia da esuberanze manieristiche e dall'estetismo.

## Riconoscimenti
- David di Donatello
  - 1969: Miglior regista – Romeo e Giulietta
  - 1972: Miglior regista – Fratello sole, sorella lunaUn giovane Franco Zeffirelli
  - 1979: David europeo

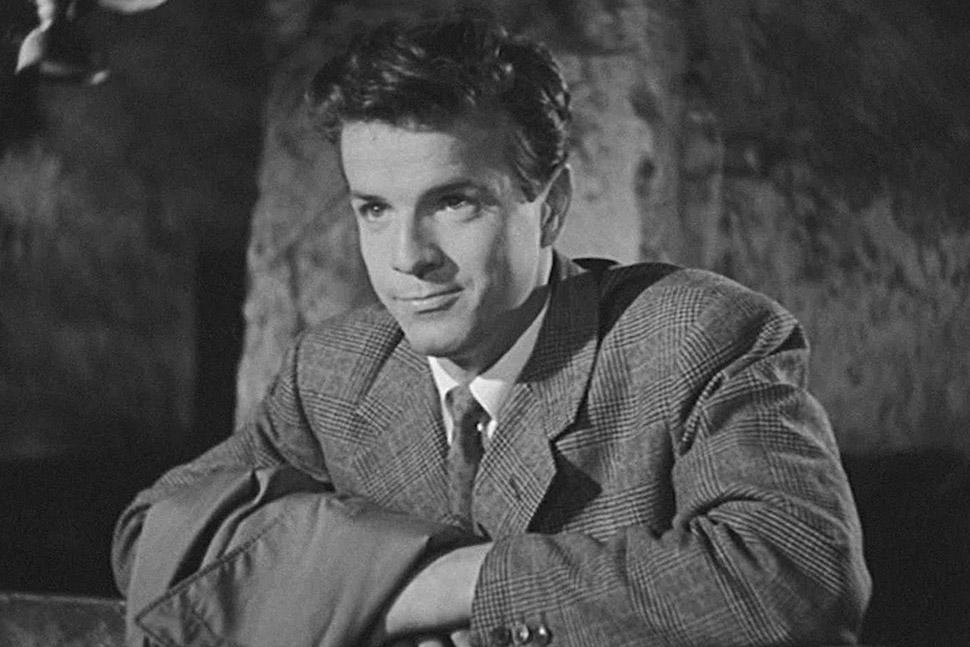
Un giovane Franco Zeffirelli

  - 1991: Miglior film straniero – Amleto
  - 2002: David speciale
- Nastro d'argento
  - 1969: Regista del miglior film – Romeo e Giulietta
- National Board of Review Awards 1968: miglior regista – Romeo e Giulietta
- Primetime Emmy Award 1982: miglior regista per Cavalleria rusticana
- Primetime Emmy Award 1982: miglior regista per Pagliacci
- BAFTA alla migliore scenografia del 1983 per La Traviata
- Candidatura all'Oscar al miglior regista 1969 per Romeo e Giulietta
- Candidatura all'Oscar per la miglior scenografia 1983 per La Traviata
- Premio Triennale "Arte, Scienza e Pace" 2005 per i suoi film portatori di messaggi di fratellanza[19]
- Premio Colosseo 2009 per il cortometraggio Omaggio a Roma
- Premio delle Arti Fiorentini nel mondo, edizione 2010, per la categoria Arti Visive
- Grifo d'Oro assegnatogli dal Comune di Genova
- Fiorino d'oro conferitogli dal Comune di Firenze[20]
- Premio 'Anna Magnani' alla carriera (2012)
- Premio Columbus nel 2018 per l'Arte
- Premio Gruppo Donatello alla carriere (2018)

## Filmografia

### Regista

#### Lungometraggi
- Camping (1957)
- La bisbetica domata (1967)
- Romeo e Giulietta (1968)
- Fratello sole, sorella luna (1972)
- Il campione (1979)
- Amore senza fine (1981)
- Cavalleria rusticana (1982)
- La traviata (1983)
- Otello (1986)
- Il giovane Toscanini (1988)
- Firenze, episodio di 12 registi per 12 città (1989)
- Amleto (1990)
- Storia di una capinera (1993)
- Jane Eyre (1996)
- Un tè con Mussolini (1999)
- Callas Forever (2002)

#### Documentari
- Per Firenze (1966)
- Omaggio a Roma (2009)

#### Televisione
- Maria Callas at Covent Garden (1964) - film TV
- Gesù di Nazareth (1977) - sceneggiato TV
- Pagliacci (1982) - film TV
- Don Carlo (1992) - film TV

### Sceneggiatore
- Camping (1957)
- Per Firenze (1966) - documentario
- La bisbetica domata (1967)
- Romeo e Giulietta (1968)
- Fratello sole, sorella luna (1972)
- La traviata (1983)
- Otello (1986)
- Il giovane Toscanini (1988)
- Amleto (1990)
- Storia di una capinera (1993)
- Un tè con Mussolini (1999)
- Callas Forever (2002)
- Omaggio a Roma (2009)

### Attore
- L'onorevole Angelina, regia di Luigi Zampa (1947)
- Il mistero di Dante, regia di Louis Nero (2014)

## Teatro (parziale)

### Teatro di prosa

#### Regista e scenografo
- Romeo e Giulietta di William Shakespeare, Old Vic di Londra (1960)
- Otello di William Shakespeare, Royal Shakespeare Theatre di Stratford-upon-Avon (1961)
- Romeo e Giulietta di William Shakespeare, City Center di Broadway (1962)
- Amleto di William Shakespeare, Teatro Eliseo di Roma, Théâtre Sarah Bernhardt di Parigi (1963)
- Amleto di William Shakespeare, Shauspielhaus di Zurigo, Burgtheater di Vienna, Old Vic di Londra (1964)[23]
- Dopo la caduta di Arthur Miller, Teatro Eliseo di Roma (1965)
- La lupa di Giovanni Verga, Teatro della Pergola di Firenze, Roma, Vienna, Londra e Mosca (1965)
- Molto rumore per nulla di William Shakespeare, Old Vic di Londra (1965)
- Un equilibrio delicato di Edward Albee, Teatro Eliseo di Roma, Teatro Duse di Genova, tour italiano (1966)
- Romeo e Giulietta di William Shakespeare, Teatro Bonci di Roma (1966)
- Venti zecchini d'oro di Pasquale Festa Campanile e Luigi Magni, Teatro Sistina di Roma (1968)
- Sabato, domenica e lunedì di Eduardo De Filippo, Royal National Theatre di Londra (1973)
- La città morta di Gabriele D'Annunzio, Gardone Riviera (1975)[24]
- Lorenzaccio di Carmelo Bene, Comédie-Française di Parigi (1976)
- Maria Stuart di Friedrich Schiller, Teatro della Pergola di Firenze (1983)
- Così è (se vi pare) di Luigi Pirandello, Teatro Metastasio di Prato (1984)[25]
- Sei personaggi in cerca d'autore di Luigi Pirandello, Teatro antico di Taormina (1991)[26]

#### Solo regista
- Chi ha paura di Virginia Woolf? di Edward Albee, Festival internazionale del teatro di Venezia (1963)
- La signora delle camelie di Alexandre Dumas, Winter Garden Theatre di Broadway (1963)
- Chi ha paura di Virginia Woolf?, di Edward Albee. Théâtre de la Renaissance di Parigi (1965)[27]
- Black Comedy di Peter Shaffer, Teatro Eliseo di Roma (1967)
- Due più due non fa più quattro di Lina Wertmüller, Teatro Metastasio di Prato (1968)[28]
- Filumena Marturano di Eduardo De Filippo, National Theatre di Londra (1977)
- Filumena Marturano di Eduardo De Filippo, St James Theatre di Broadway (1980)

#### Solo scenografo
- Un tram che si chiama Desiderio di Tennessee Williams, regia di Luchino Visconti, Teatro Eliseo di Roma (1949)
- Troilo e Cressida di William Shakespeare, regia di Luchino Visconti, Teatro Eliseo di Roma (1949)
- Tre sorelle di Anton Čechov, regia di Luchino Visconti, Teatro Eliseo di Roma (1952)
- La promessa di Aleksei Nikolaevič Arbuzov, regia di Valerio Zurlini, Teatro Eliseo di Roma (1967)

### Opere liriche

#### Regista, scenografo e costumista
- L'elisir d'amore, Teatro alla Scala di Milano (1954)
- L'italiana in Algeri, Festival d'Olanda di Amsterdam (1955)
- Il turco in Italia, La Scala di Milano (1955)
- Falstaff, Festival d'Olanda di Amsterdam (1956)
- Don Giovanni, Teatro di corte di Napoli (1956)
- Linda di Chamounix, Teatro al Massimo di Palermo (1957)
- L'italiana in Algeri, Civic Opera di Dallas (1957)
- Rigoletto, Teatro Carlo Felice di Genova (1957)
- La traviata, Civic Opera di Dallas (1958)
- Don Pasquale, Teatro Carlo Felice di Genova (1958)
- Norma, Teatro Massimo di Palermo (1958)
- Falstaff, Opera israeliana di Tel Aviv (1958)
- Il trovatore, Teatro Carlo Fenice di Genova (1959)
- Pagliacci, Royal Opera House di Londra (1959)
- Cavalleria rusticana, Royal Opera House di Londra (1959)
- Lucia di Lammermoor, Royal Opera House di Londra (1959)
- La figlia del reggimento, Teatro Massimo di Palermo (1959)
- Rigoletto, La Monnaie di Bruxelles (1960)
- Griselda, Teatro Massimo di Catania (1960)
- Falstaff, Teatro Massimo di Palermo (1960)
- Lucia di Lammermoor, Teatro Massimo di Palermo (1960)
- Falstaff, Royal Opera House di Londra (1961)
- Don Giovanni, Civic Opera di Dallas (1961)
- Don Giovanni, Royal Opera House di Londra (1962)
- La bohème, La Scala di Milano e Wiener Staatsoper di Vienna (1963)
- Falstaff, Teatro dell'Opera di Roma (1963)
- Rigoletto, Royal Opera House di Londra (1964)
- Falstaff, Metropolitan Opera House di New York (1964)
- Norma, Opéra Garnier di Parigi (1965)
- Antony and Cleopatra, Metropolitan di New York (1965)
- Don Giovanni, Staatsoper di Vienna (1972)
- Otello, La Scala di Milano (1976)
- La traviata, Teatro Municipal di Rio de Janeiro (1979)
- La bohème, Metropolitan di New York (1981)
- La traviata, Teatro comunale di Firenze (1984)
- La traviata, Opera di Parigi (1986)
- La traviata, Metropolitan di New York (1989)

#### Regista e scenografo
- Alcina, Teatro La Fenice di Venezia (1960)
- L'Orfeo, Teatro La Cometa di Roma (1960)
- I puritani, Teatro Massimo di Palermo (1961)
- Cavalleria rusticana, La Scala di Milano (1970)
- Pagliacci, La Scala di Milano (1970)
- Otello, Metropolitan di New York (1972)
- Carmen, Staatsoper di Vienna (1978)
- Turandot, La Scala di Milano (1983)
- Tosca, Metropolitan di New York (1985)
- Turandot, Metropolitan di New York (1987)
- Don Giovanni, Metropolitan di New York (1990)
- La bohème, Teatro dell'Opera di Roma (1992)
- Pagliacci, Teatro dell'Opera di Roma (1992)
- Don Carlo, La Scala di Milano (1992)
- Carmen, Arena di Verona (1995)
- Tosca, Teatro dell'Opera di Roma (1999)
- Aida, Teatro Coccia di Novara (2001)
- La traviata, Teatro Verdi di Busseto (2002)
- Aida, Arena di Verona (2002)
- Il trovatore, Arena di Verona (2002)
- Aida, Arena di Verona (2003)
- Carmen, Arena di Verona (2003)
- La bohème, La Scala di Milano (2003)
- Aida, La Pergola di Firenze (2003)
- Aida, Teatro Argentina di Roma (2003)
- La bohème, Teatro dell'Opera di Roma (2003)
- Madama Butterfly, Arena di Verona (2004)
- Falstaff, Teatro dell'Opera di Roma (2009)
- Aida, Teatro Verdi di Salerno (2009)
- Turandot, Arena di Verona (2010)
- Turandot, Arena di Verona (2011)
- Don Giovanni, Arena di Verona (2012)
- La bohème, La Scala di Milano (2013)
- Pagliacci, Teatro Lirico di Cagliari (2013)
- Turandot, Arena di Verona (2014)
- Carmen, Arena di Verona (2014)
- Madama Butterfly, Arena di Verona (2014)
- Aida, Arena di Verona (2015)
- Don Giovanni, Arena di Verona (2015)
- La traviata, Arena di Verona (2019)

#### Solo regista
- Carmen, Teatro Carlo Felice di Genova (1956)
- Mignon, La Scala di Milano (1958)
- Lo frate 'nnamorato, Festival dei Due Mondi di Spoleto (1958)
- Il barbiere di Siviglia, Teatro Carlo Felice di Genova (1959)
- Euridice, Giardino di Boboli di Firenze (1960)
- Thaïs, Civic Opera di Dallas (1960)
- L'elisir d'amore, Festival di Glastonbury (1961)
- Aida, La Scala di Milano (1963)
- Tosca, Royal Opera House di Londra (1964)
- Un ballo in maschera, La Scala di Milano (1972)
- Aida, Teatro dell'Opera di Roma (1973)
- La bohème, Teatro de la Maestranza di Siviglia (1995)
- La bohème, Teatro di San Carlo di Napoli (1995)
- La figlia del reggimento, La Scala di Milano (1996)
- La bohème, New Israeli Opera di Tel Aviv (1996)
- Aida, Nuovo teatro nazionale di Tokyo (1998)
- Pagliacci, Maggio Musicale Fiorentino (2009)

### Balletto
- Cenerentola, La Scala di Milano (1955), regia, costumi e scenografie
- Il lago dei cigni, La Scala di Milano (1985), regia e scenografie

## Opere
- Autobiografia, (Collana “Varia”), Milano, Mondadori, 2006, ISBN 978-88-0455-075-4.